# Municipio de Oakland (condado de Susquehanna)
El municipio de Oakland (en inglés: Oakland Township) es un municipio ubicado en el condado de Susquehanna en el estado estadounidense de Pensilvania. En el año 2000 tenía una población de 550 habitantes y una densidad poblacional de 12 personas por km².

## Geografía
El municipio de Oakland se encuentra ubicado en las coordenadas 41°58′00″N 75°36′59″O / 41.96667, -75.61639.

## Demografía
Según la Oficina del Censo en 2000 los ingresos medios por hogar en la localidad eran de $28,438 y los ingresos medios por familia eran $38,750. Los hombres tenían unos ingresos medios de $29,688 frente a los $22,321 para las mujeres. La renta per cápita para la localidad era de $15,820. Alrededor del 17,0% de la población estaban por debajo del umbral de pobreza.